# Nagashima (Kagoshima)
Nagashima (長島町, Nagashima-chō) est un bourg du district d'Aira, dans la préfecture de Kagoshima, au Japon.

## Géographie

### Situation
Le bourg de Nagashima est situé au Japon sur un ensemble d'îles, au sud de l'archipel d'Amakusa, et est relié à Kyūshū par le pont Kuronoseto.

### Démographie
Au 1er novembre 2014, la population de Nagashima s'élevait à 10 477 habitants répartis sur une superficie de 116,25 km2.